# Petrus Treckpoel
Petrus (Peter) Treckpoel (Beek (Limburg) 1442 – op 19 maart in 1510 of 1511) was een middeleeuwse priester en tevens kroniekschijver.

## Persoonlijk leven en carrière
Over het grootste deel van zijn leven is weinig bekend, en veruit het merendeel hiervan is door hemzelf opgetekend.
Petrus werd op 1 oktober 1469 in Beek tot priester gewijd, maar kort daarna nog in hetzelfde jaar kwam bijna zijn geestelijke loopbaan alweer tot een einde: hij werd door zijn kerkelijke oversten op de vingers getikt wegens een seksuele relatie met zijn dienstmeid. Hij zou hiervoor beboet worden. Vervolgens werd hij koster te Geulle, waar hij in 1476 ook een kluizenarij deed inwijden.
In 1480 werd Treckpoel kapelaan te Sittard. Ten slotte werd hij op 17 juli 1492 benoemd tot biechtvader en rector van de zusters van Onze-Lieve-Vrouw ter Engelen te Bilzen. Toen hij zijn huis in Sittard moest omruilen voor het in verval geraakte klooster te Bilzen, beschreef hij dit klooster als "eyn verdorffven closter in eyn verorlogt lant". Ook meldde hij aan de zusters dat hij 'geen zelfmedelijden over de moeilijke levensomstandigheden en armoede duldde' en dat hij 'niet naar Bilzen was gekomen om hun geklaag aan te horen'. Toch vond hij te Bilzen de rust om te beginnen aan zijn levenswerk: het neerschrijven van de geschiedenis van zijn streek.
Verder wordt hij in 1501 nog vermeld als getuige bij een huwelijk van een familielid van Johan Lantmeters, de momber (voogd) van het begijnhof. Zijn laatste aantekening in het plaatselijke kloosterboek dateert van 2 september 1509.

## Familieleden
De namen van zijn ouders zij niet overgeleverd. Wel is bekend dat zijn vader in of kort voor 1480 is overleden. Zijn moeder verhuist dan mee naar Sittard, waar hij en zijn moeder graag gezien werden. Zijn nicht Maria Treckpoel werd door hem gerekruteerd als buitenzuster op 1 september 1494.

## Kronieken
Van Treckpoel zijn er vier omvangrijke geschiedkundige handschriften bekend:
- Die alder excellenste Cronyke van Brabant (1498)[7]
- De Chronyck van Overmaes (ca. 1499-1507)
- De Kroniek van Bilzen (ca. 1508)
- De Chronijk van Luyk[8] (ca. 1509)

De werken zijn vooral van belang vanwege hun "unieke gegevens over de turbulente politieke, sociale en religieuze geschiedenis van de beide regio's [Limburg] in de tweede helft van de vijftiende en vroege zestiende eeuw", waaronder een aangrijpende beschrijving van de belegering en de verwoesting van de stad Bilzen in 1483 tijdens de bisschopsstrijd in het prinsbisdom Luik, tussen Johan van Horne en Jan I van der Mark.
Zijn kroniek van Brabant werd pas kort voor 1855 herontdekt, in een Amsterdamse boekhandel, echter toen werd het nog niet direct herkend als een werk van Treckpoel. Deze identificatie volgde pas rond 1870 door Jozef Habets, die er ook meteen een heruitgave van maakte onder de titel: Chronijk der landen van Overmaas en aangrenzende gewesten.
Ook Jan Berchmans Paquay (1878-1936), de pastoor-deken te Bilzen die meer dan 250 boeken en artikels publiceerde, maakte gretig gebruik van het werk van Treckpoel in zijn boek Bilsen Voorheen, dat handelt over de geschiedenis van de streek. Berchmans Paquay verzorgde in 1915 tevens een (gedeeltelijke) uitgave van de Kroniek van Bilzen en een nog iets vollediger uitgave in 1926.
Daarna bevond zijn oeuvre zich jarenlang in de vergetelheid, of was zelfs kwijt: in 2004 vond Robrecht Penders, bestuurslid van Bilisium (heemkundekring van Bilzen), het originele handschrift van de Kroniek van Bilzen terug in het rijksarchief in Hasselt, waar het al 60 jaar als verloren werd gewaand.
In 2016 kwam er een poging tot opwaardering, door een artikel in Geschiedenis van de literatuur in Limburg. In 2023 werd de stichting Peter Treckpoel opgericht, welke een nieuwe moderne wetenschappelijke editie van zijn werk beoogt.

## Nalatenschap
In 1992 werd er in zijn geboortedorp Beek een standbeeld onthuld, gemaakt door kloosterling en beeldhouwer Math van Kampen.
In 2024 schreef Rick de Leeuw, in het verleden zanger van Tröckener Kecks, de roman De verdwijning van Peter Treckpoel, waarin de kronieken van Treckpoel een sleutelrol spelen.